# Schwarzdruck (Philatelie)
Schwarzdruck nennt man in der Philatelie den Sonderdruck einer Briefmarke in Grautönen, der in der Regel nicht perforiert und nicht gezähnt  ist, wobei es von Kleinbogen gezähnte Schwarzdrucke gibt. Für die Herstellung werden Originaldruckformen verwendet, es wird in schwarzer Farbe in Originalgröße gedruckt. Eine solche Ausgabe hat keinen Frankaturwert, sondern gilt bei Briefmarkensammlern als interessantes Sammelgebiet, entweder allein oder in der Kombination mit den jeweiligen Briefmarken. Sie sind insbesondere in Jahrbüchern zu finden, weshalb sich für viele Sammler die Kombination mit den Briefmarken anbietet. 

Früher wurden derartige Schwarzdrucke für Vorveröffentlichungen in der Presse verwendet, heute werden sie vor allem für Sammler gedruckt. Außerdem werden sie, insbesondere solche auf Erläuterungsblättern, an Persönlichkeiten verschenkt, vor allem an Politiker.

## Österreichische Schwarzdrucke
Seit der Stephansdom-Serie 1946 gibt es in Österreich Schwarzdrucke von allen Briefmarken, wenn auch anfangs nur von Stichtiefdruckmarken und kurz darauf von Rakeltiefdruckmarken. Es gibt sie lose oder, vor allem in späterer Zeit, in niedriger Auflage auf Erläuterungsblättern. Gedruckt werden sie auf den Originaldruckstöcken der Briefmarkenausgaben. Die damalige Auflagenzahl betrug etwa 500 bis 800 Exemplare. 

Bis 1991 wurden Schwarzdrucke auf hellgelbes, sogenanntes Japan-Dokumentenpapier im Format etwa 210 × 295 mm (wie DIN A4), alternativ auf gelblich getönte Kunstdruckblätter geklebt. Damals bestand eine Verwechslungsgefahr mit Erläuterungsblättern, die an den Sammlerschaltern erhältlich waren, allerdings weißes Papier aufwiesen. Ab 1992 erschienen die Schwarzdrucke dann auch auf weißem Papier auf Erläuterungsblättern. 2002 wurde das Format in A5 geändert und eine zusätzliche, vergrößerte Farbabbildung hinzugefügt. Zur Beschreibung auf Deutsch kam Englisch hinzu, 2004 auch Französisch. Die Schwarzdrucke erschienen nun auf doppeltem Blatt. 2005 wurde das Angebot an Schwarzdrucken ergänzt: Sie sind nun als Einzelmarke, Block und Kleinbogen erhältlich.